# Colocleora opisthommata
Colocleora opisthommata là một loài bướm đêm trong họ Geometridae.